# Axinella donnani
Axinella donnani är en svampdjursart som först beskrevs av James Scott Bowerbank 1873.  Axinella donnani ingår i släktet Axinella och familjen Axinellidae. Inga underarter finns listade i Catalogue of Life.